# Карибский лопаточный нетопырь
Карибский лопаточный нетопырь (лат. Halieutichthys caribbaeus) — вид лучепёрых рыб из рода
лопаточные нетопыри семейства нетопырёвых (Ogcocephalidae) отряда удильщикообразных. Распространены в центральной части западной Атлантики (Карибское море и побережье Вест-Индии). Длина тела до 7,5 см. Обитают на коралловых рифах, глубина 70—275 м. Безвредны для человека и не являются объектами промысла.